# Alsinidendron
Genre
Alsinidendron est un genre végétal de la famille des Caryophyllaceae. 

## Liste d'espèces
Selon ITIS :
- Alsinidendron lychnoides (Hbd.) Sherff
- Alsinidendron obovatum Sherff
- Alsinidendron trinerve Mann
- Alsinidendron viscosum (Mann) Sherff